# Dmitrij Anuczin (generał)
Dmitrij Gawriłowicz Anuczin (ros. Дмитрий Гаврилович Анучин; ur. 21 kwietnia 1833, zm. 29 stycznia 1900 w Petersburgu) – generał piechoty armii Imperium Rosyjskiego; senator z ukończonym kursem Akademii Sztabu Generalnego, urzędnik i dyplomata carski.
Od 7 sierpnia 1851 chorąży Lejb-Gwardii Pułku Jegrów. Po ukończeniu w 1855 Cesarskiej Akademii Wojskowej został przydzielony do samodzielnego pułku kaukaskiego. Od 1857 pracował w Sztabie Generalnym. W 1862 mianowany pułkownikiem. W czasie powstania styczniowego wziął bezpośredni udział w walkach. Po jego upadku został kierownikiem wydziału policji wykonawczej w zarządzie generał-policmajstra Królestwa Kongresowego. Gubernator radomski w latach 1865–1877. 10 czerwca 1867 mianowany generałem majorem, a 13 października 1877 generałem porucznikiem. Delegat Rosji na kongres berliński. Od 1879 generał-gubernator Syberii Wschodniej i dowódca Wschodniosyberyjskiego Okręgu Wojskowego. Podczas wizyty w więzieniu w Irkucku 26 października 1883 został uderzony przez działacza Narodnej Woli Konstantina Nieustrojewa, który został później za to skazany na śmierć i stracony. Powszechne oburzenie wywołane tą egzekucją wymusiło na Anuczinie dymisję.

## Odznaczenia i nagrody
- Order Świętego Aleksandra Newskiego (1884)
- Order Orła Białego (Rosja) (1881)
- Order Świętego Włodzimierza II klasy (1876)
- Order Świętego Stanisława I klasy
- Order Świętej Anny I klasy (1873)
- Order Korony Rumunii (Rumunia)
- Broń Złota „Za Waleczność”